# Галкино (Великоустюгский район)
Галкино — деревня в Великоустюгском районе Вологодской области.
Входит в состав Юдинского сельского поселения, с точки зрения административно-территориального деления — в Юдинский сельсовет.
Расстояние по автодороге до районного центра Великого Устюга — 3,1 км, до центра муниципального образования Юдино — 2 км. Ближайшие населённые пункты — Коншево, Юдино, Аксеново, Петровская, Коробово, Сереброво, Шатрово, Стрига, Никулино, Пазухи, Сотниково.
По переписи 2002 года население — 57 человек (22 мужчины, 35 женщин). Преобладающая национальность — русские (96 %).